# Świnoujście Nieradków
Świnoujście Nieradków – nieistniejąca obecnie stacja kolejowa w Świnoujściu. Znajdowała się ona nieopodal skrzyżowania dzisiejszych ulic Wojska Polskiego i Matejki.
W związku z budową w 2008 r. odcinka kolei UBB, została zbudowana nowa stacja pod nazwą Świnoujście Centrum, ok. 300 m dalej w kierunku granicy z Niemcami niż dawna stacja Nieradków.